# Glaresis inducta
Glaresis inducta is een keversoort uit de familie Glaresidae. De wetenschappelijke naam van de soort is voor het eerst geldig gepubliceerd in 1885 door Horn.

## Synoniem
- Glaresis cartwrighti Gordon, 1970[2]